# Couvent des Augustins d'Angers
Le couvent des Augustins d'Angers est un ancien couvent fondé au XIIe siècle à Angers, dans le département de Maine-et-Loire, France.

## Localisation
L'ancien couvent est situé au n° 8-10 rue de la Harpe dans La Doutre, un quartier du centre-ville d'Angers sur la rive droite de la Maine. Il s'étendait au maximum sur une surface de 8 000 m2, entre les rues Vauvert au nord-est, de la Harpe à l'est et Lionnaise à l'ouest. Il comprenait une église, un grand cloître, un réfectoire, un dortoir et un cimetière.

## Histoire

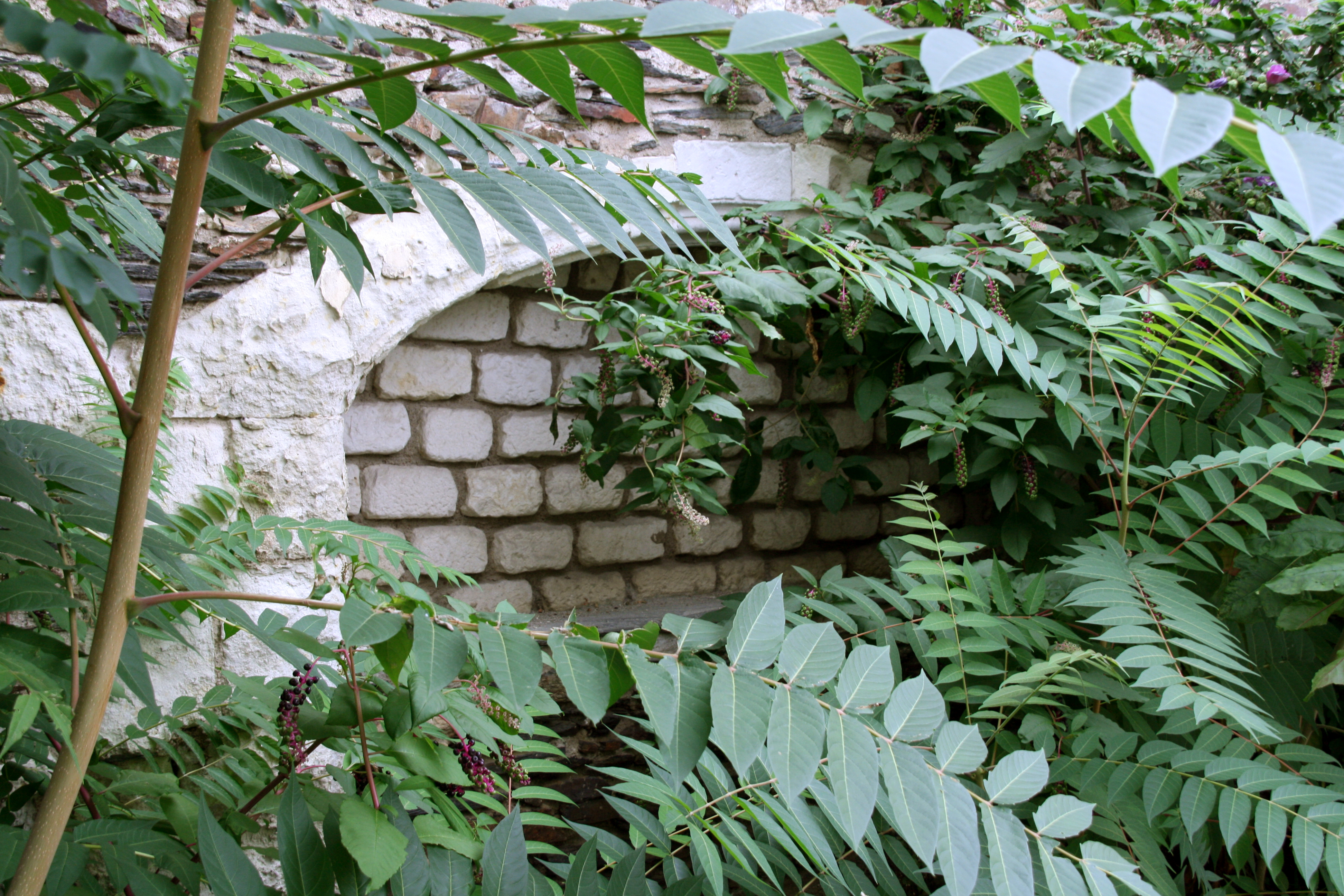
Un enfeu situé à l'extérieur d'un mur du principal bâtiment restant

### Sous l'Ancien régime
En 1263, les religieux de l'abbaye du Ronceray donnent le terrain aux frères saccistes (Ordre de la Pénitence de Jésus-Christ, dits Frères sacs ou « sachets »). 
Au début du XIVe siècle c'est la réforme des ordres religieux. Les frères saccistes intègrent l'ordre des augustins. Le couvent est réorganisé autour de l'église. Un cloître dessert le dortoir, le réfectoire et la salle du chapitre.
Au XVe siècle, des travaux sont entrepris, avec en 1468 la restauration de l'église et des bâtiments conventuels, et la construction de la chapelle de la Passion en 1480.
De nouveaux travaux, ainsi que la construction de nouveaux bâtiments dont trois autres chapelles, sont entrepris au XVIIe siècle.
Le 24 octobre 1713, le père Jacques Hommey meurt au couvent à l'âge de 70 ans. On lui doit plusieurs ouvrages, dont son Diarum Europaeum Historico-Litterarium, une chronique sur la politique et la littérature de son temps qui a amené une plainte de l'ambassadeur de Venise, ce qui lui a valu d'être exilé à Bar-le-Duc.
En 1777 le couvent abrite 16 religieux.

### Depuis la Révolution
En 1795, l'église est détruite, ainsi que cinq des six chapelles. Une partie du terrain, au nord-ouest, est vendue et deviendra l'hôtel d'Ambray, rue Vauvert.
En 1871, les bâtiments conventuels sont achetés par l'entreprise de chaussures Savaton-Hamard, qui les transforme en usine.
En 1934, une partie de l'ancien couvent est transformée en habitations.
Après la fermeture de l'usine, un centre d'apprentissage en bâtiment y est installé en 1960, suivi en 1977 d'une entreprise de peinture et papiers peints.
En 1993, c'est le service municipal du Patrimoine historique qui prend la suite.
En 2012, une partie des bâtiments de l'usine est détruit, dans le cadre d'un projet immobilier.

## Description
En 2013, il ne reste de l'ancien couvent que le bâtiment est de la cour du cloître, datant de 1634, et la chapelle de la Passion. Ces deux bâtiments appartiennent à un particulier.
De l'ancienne usine de chaussure, il ne reste plus que les constructions nord.
Le couvent est inscrit au titre des monuments historiques par arrêté du 19 décembre 1978 pour la chapelle en sa totalité, les façades et toitures du logis, et le grand escalier. En juin 2012 des fouilles ont été entreprises par des archéologues de l’Inrap (Institut national de recherches archéologiques préventives) sur 8000 m2 du site du couvent. Des niches funéraires ont été mises au jour.
Il peut se visiter lors des journées du patrimoine.